# Tetiana Pozdniakowa
Tetiana Wasyliwna Pozdniakowa (ukr. Тетяна Василівна Позднякова, ur. 5 czerwca 1959 w Sosnowo-Ozierskomw rejonie jerawnińskim) – ukraińska lekkoatletka, biegaczka długodystansowa, medalistka halowych mistrzostw Europy i mistrzostw świata w biegach przełajowych. Do 1991 reprezentowała Związek Radziecki.

## Kariera sportowa
Zajęła 4. miejsce w biegu na 3000 metrów na mistrzostwach Europy w 1982 w Atenach. Zdobyła srebrny medal w tej konkurencji na halowych mistrzostwach Europy w 1984 w Göteborgu, przegrywając jedynie z Brigitte Kraus z Republiki Federalnej Niemiec, a wyprzedzając Ivanę Kleinovą z Czechosłowacji.
Dwukrotnie zajęła 2. miejsce w biegu na 3000 metrów w zawodach pucharu świata w 1985 w Canberze (za Ulrike Bruns z Niemieckiej Republiki Demokratycznej) i pucharu świata w 1989 w Barcelonie (za Yvonne Murray z Wielkiej Brytanii). Na mistrzostwach świata w 1991 w Tokio zajęła 13. miejsce w biegu na 10 000 metrów.
Odnosiła wiele sukcesów w biegach przełajowych. Na mistrzostwach świata w biegach przełajowych zdobyła złote medale w drużynie w 1981 w Madrycie i 1982 w Rzymie oraz srebrne medale drużynowo w 1983 w Gateshead i 1985 w Lizbonie, a także indywidualnie brązowy medal w 1983.
Od 1998 z powodzeniem uczestniczyła w biegach maratońskich.
Była mistrzynią ZSRR w biegu na 3000 metrów w 1980 i 1989, w biegu na 5000 metrów w 1989 i w biegu na 10 000 metrów w 1991 oraz brązową medalistką mistrzostw ZSRR w biegu na 1500 metrów w 1982, w biegu na 3000 metrów w 1984, 1985 i 1991 oraz w biegu na 10 000 metrów w 1983. Była również mistrzynią Ukrainy w biegu na 1500 metrów w 1992 i w biegu na 10 000 metrów w 1995.
Rekordy życiowe Pozdniakowej:
- bieg na 1500 metrów – 3:56,50 (27 lipca 1982, Kijów)
- bieg na 3000 metrów – 8:32,0 (11 sierpnia 1984, Riazań)
- bieg na 5000 metrów – 15:16,37 (29 lipca 1989, Gorki)
- bieg na 10 000 metrów – 31:48,94 (7 lipca 1983, Odessa)
- bieg maratoński – 2:29:00 (13 października 2002, Providence)